# Banco Anglo Costarricense

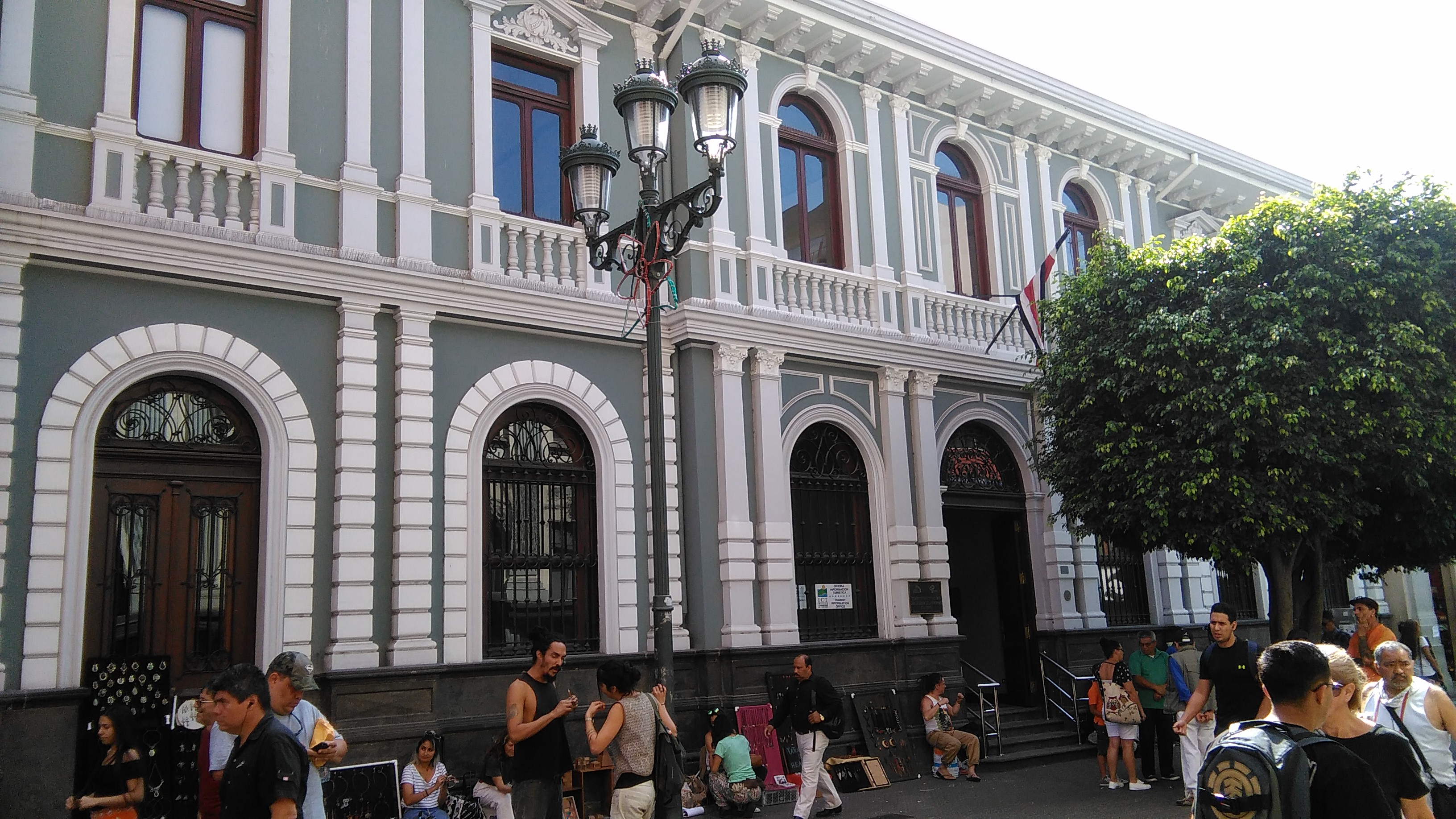
Antigua sede del Banco en la Avenida Central de San José.

El Banco Anglo Costarricense fue un banco de Costa Rica fundado en 1863 con capital británico y costarricense, como su nombre lo indica, y cerrado tras el descalabro financiero el 14 de septiembre de 1994 por orden del gobierno de José María Figueres Olsen. 
Fue uno de los bancos más antiguos del país, se creó bajo el modelo del Banco de Inglaterra cuyo funcionamiento fue estudiado por los inversionistas costarricenses y por mucho tiempo fue el más exitoso del país. Se le nacionaliza en 1949 junto a toda la banca bajo el gobierno de José Figueres Ferrer y pasa a convertirse en un banco estatal. 
En febrero de 1987, el banco introdujo la primera tarjeta para cajeros automáticos del país.
Los manejos que llevaron al cierre del Banco Anglo Costarricense constituyen uno de los escándalos financieros más grandes del país. Fueron descubiertos a pocas semanas de haberse iniciado el Gobierno electo en 1994. La Junta Directiva y la administración del Banco de aquel entonces lo colocaron en una situación financiera desfavorable, tras una serie de estudios técnicos que buscaban opciones para salvarlo, se llegó a la conclusión de que no había otra alternativa más que tomar la decisión de cerrar la institución.
Otorgar sobregiros sin garantía, ignorar recomendaciones del ente regulador, gastos administrativos excesivos, falta de controles internos, negocios internacionales especulativos, crecimiento irresponsable de la planilla en puestos de confianza y asesorías deficientes, fueron algunas de las causas que llevaron a esa institución financiera a tener más de ¢16.000 millones en pérdidas.
Durante el periodo entre 1990 y 1994, la administración y la Junta Directiva del Banco autorizaron más de 70 sobregiros - en su mayoría operaciones sin respaldo - de los cuales no se habían pagado ¢2.948 millones. Además, a través de la subsidiaria del AVC Valores en Panamá, se realizaron operaciones de adquisición de bonos de deuda externa de Venezuela, que le generaron al banco una pérdida de $55 millones.
Por este caso, la Asamblea Legislativa inhabilitó para ocupar cargos públicos en el futuro a 28 personas, entre ellos a 15 exfuncionarios del Banco Anglo, 7 exfuncionarios del Banco Central, y a otros cinco ex-directivos del sistema bancario nacional. Además, el Poder Judicial acusó de peculado y dictó prisión preventiva a 12 directivos del Banco Anglo. El gerente general, por su parte, fue acusado por varios delitos de peculado. El gobierno ordenó investigar anomalías.